# Новодонецкий (Милютинский район)
Новодоне́цкий — хутор в Милютинском районе Ростовской области.
Входит в состав Лукичевского сельского поселения.

## Население
| 2010 |
| ---- |
| 85   |

## Улицы
- пер. 2-й,
- пер. 4-й,
- ул. Дружбы,
- ул. Мира,
- пер. Рыбачий.

## Известные уроженцы
- Фролов, Михаил Александрович (1922—1991) — советский учёный, доктор технических наук, ректор Новочеркасского политехнического института.